# The Manson Family
The Manson Family és una pel·lícula de crims reals d’explotació i terror esetatunidenca del 1997 dirigida per Jim Van Bebber. La pel·lícula cobreix la vida de Charles Manson i la seva família de seguidors.

## Argument
El 1996, Jack Wilson estava produint un segment de la docusèrie sobre crims reals sobre els assassinats de la Família Manson. Narrat mitjançant entrevistes contemporànies i salt enrere, diversos antics membres de la "família" de Charles "Charlie" Manson expliquen el temps que van passar abans de l'assassinat de l'agost de 1969. Tex Watson és portat a Spahn Ranch, un antic plató de cinema convertit en comuna on Manson allotja els seus seguidors. Tex s'uneix al grup, que passen el seu temps prenent grans quantitats de LSD, fumant marihuana i practicant el sexe grupal; Mentrestant, Charlie intenta sense èxit aconseguir un contracte discogràfic amb la seva música folk.
Alguns dels membres masculins, inclosos Tex i Bobby Beausoleil, intenten reclutar Simi, una dona jove, a la família. La convencen de prendre LSD abans que tota la família la violi en grup a les ordres d'en Charlie. El grup comença a irrompre en cases aleatòries a Los Angeles, robant objectes i reordenant els mobles mentre els ocupants dormen. Més tard, durant una discussió per una transacció de drogues, Charlie dispara i mata a Lotsapoppa, un traficant de drogues afroamericà del qual sospita que forma part dels Panteres Negres.
Tota la família es dedica a una orgia ritualista en massa en la qual sacrifiquen un cadell. Després, en Tex informa a la seguidora Patricia Krenwinkel i a alguns altres que té por d'en Charlie i vol marxar. Mentrestant, Bobby i Susan Atkins s'enfronten a un conegut, el professor de música Gary Hinman, a casa seva, planejant assaltar la seva casa per diners, ja que creuen que és ric. Quan el pla no té èxit, mantenen Gary com a ostatge durant dos dies abans que Charlie arribi i li talli l'orella. Després que en Charlie se'n va, la Susan intenta recuperar la salut en Gary, però ella i Bobby no saben com portar a terme el robatori, ja que Gary no té diners. Com a últim recurs, en Bobby l'apunyala al pit, després ell i la Susan l'ofeguen amb un coixí. La Susan escriu la frase "porquet polític" a la paret amb la sang d'en Gary abans que marxin. Bobby és arrestat dies després mentre intentava fugir de la ciutat.
Sota les instruccions d'en Charlie, Tex, Susan i Patricia Krenwinkel, i Linda Kasabian marxen el 8 d'agost al vespre per entrar a les cases de Los Angeles, i se'ls diu que "portin ganivets". Arriben a una casa de Cielo Drive, on Tex dispara a Steven Parent, un home assegut al seu cotxe aparcat, prop de la porta. Entren a la casa i lliguen els seus residents, inclosos Sharon Tate, Jay Sebring, Abigail Folger i Voytek Frykowski. Tex dispara a Jay abans de matar-lo a punyalades. Tex dispara a Voytek mentre intenta fugir abans de colpejar-lo amb la pistola mentre la tímida Linda mira horroritzada. Susan procedeix a atacar l'Abigail a la cuina, apunyalant-la abans que en Tex li talli la gola. L'Abigail, aferrada a la vida, ensopega fora abans d'ensorrar-se a la gespa. Mentrestant, la Sharon, embarassada, és brutalment apunyalada a la sala d'estar.
La nit següent, els quatre membres, a més de Leslie Van Houten i Steve Grogan, assassinen brutalment la Leno i Rosemary LaBianca a casa seva. Dues setmanes més tard, diversos membres maten Donald Shea segons les instruccions de Charlie, ja que tem que Donald, que en sap massa i podria proporcionar informació a les autoritats sobre els assassinats de Tate-LaBianca. Més tard, els membres de la família, inclòs Charlie, van ser arrestats i acusats dels assassinats. Des de la presó, Manson va augmentar un seguiment de culte de joves que van parlar en suport seu als mitjans de comunicació. Mentre veia un segment de la docuserie una nit, Wilson és assassinat per un grup de joves en un estil probablement inspirat en la família Manson.

## Repartiment
- Marcello Games com a Charlie Manson
- Marc Pitman com a Tex Watson
- Leslie Orr com a Patty Krenwinkel
- Maureen Allisse com a Sadie Atkins
- Amy Yates com a Leslie Van Houten
- Jim Van Bebber com a Bobby
- Tom Burns
- Nate Pennington com a Shorty
- Carl Day com a Jack Wilson
- Corral Day com a Franklin Riley

## Producció
Malgrat el suport de diverses persones, inclosos els membres de la banda Skinny Puppy, que van proporcionar una partitura musical (en forma de descàrrega de l’àlbum Charlie's Family), la pel·lícula va romandre incompleta. Una versió aproximada fou projectada en diversos festivals durant el 1997 , inclòs al Festival de Cinema Fantasia el juliol d'aquell any.

## Classificació
Tot i no estar prohibit a cap país del món, està classificat durament a gairebé tots els països del món a causa de la seva violència gràfica i sexualitat.
| País         | Classificació |
| ------------ | ------------- |
| Estats Units | R             |
| Regne Unit   | 18            |
| Austràlia    | R18+          |
| Canadà       | R             |
| Nova Zelanda | R18           |
| Noruega      | 18            |

## Llançament
La pel·lícula es va estrenar en una combinació de Blu-ray i DVD, ara exhaurida, ambientada el 2003 per Severin Films.

## Recepció
A Rotten Tomatoes, la pel·lícula té un índex d'aprovació del 69% basat en les ressenyes de 32 crítiques. A Metacritic, la pel·lícula té una puntuació de 56 sobre 100 segons les crítiques de 17 crítics, indicant "crítiques mixtes o mitjanes"".